# Arthur Vanderstuyft
Arthur Vanderstuyft (né le 23 décembre 1883 à Essen (Belgique) et mort le 6 mai 1956 à Borgerhout) est un coureur cycliste belge professionnel de 1901 à 1914 et spécialiste des épreuves d'endurance. Il fut notamment champion de Belgique sur route en 1903, champion de Belgique du demi-fond en 1904 et 1912 et remporta le Bol d'or en 1905 en parcourant 943,666 km en 24 heures derrière tandem au vélodrome d'hiver. 
Inhumé au cimetière de Berchem.
Son père Fritz et son frère Léon furent également cyclistes professionnels.

## Biographie
Il effectue un bref retour chez les professionnels en 1923.

## Palmarès
- 1901
  - 3e du championnat de Belgique sur route
- 1903
  -  Champion de Belgique sur route
- 1904
  -  Champion de Belgique de demi-fond
  - 2e du championnat de Belgique sur route
  - 3e du championnat du monde de demi-fond
  - 3e du Bol d'Or
- 1905
  - Bol d'Or
  - 3e de Bruxelles-Roubaix
- 1906
  - 2e du championnat du monde de demi-fond
- 1907
  - 3e du championnat d'Europe de demi-fond
- 1908
  - 3e du championnat du monde de demi-fond
  - 3e du championnat de Belgique de demi-fond
- 1909
  - 2e du championnat de Belgique de demi-fond
- 1912
  -  Champion de Belgique de demi-fond
- 1913
  - 2e du championnat de Belgique de demi-fond
  - 3e du Bol d'Or